# Бавьякора (муниципалитет)
Бавьякора (исп. Baviácora) — муниципалитет в Мексике, штат Сонора, с административным центром в одноимённом посёлке. Численность населения, по данным переписи 2020 года, составила 1496 человек.

## Общие сведения
Название Baviácora с языка индейцев опата можно перевести как — река, заросшая хьербабуэной.
Площадь муниципалитета равна 842,5 км², что составляет 0,5 % от площади штата, а наиболее высоко расположенное поселение Эль-Бависо, находится на высоте 1168 метров.
Он граничит с другими муниципалитетами Соноры: на севере с Акончи, на востоке с Моктесумой, на юго-востоке с Сан-Педро-де-ла-Куэвой, на юге с Вилья-Пескейрой, и на западе с Уресом.

## Учреждение и состав
Муниципалитет был образован 13 мая 1931 года, по данным 2020 года в его состав входит 8 населённых пунктов, самые крупные из которых:
| Код INEGI                  | Населённый пункт                                                                          | Численность населения (2005 год) | Численность населения (2010 год) | Численность населения (2020 год) |
| -------------------------- | ----------------------------------------------------------------------------------------- | -------------------------------- | -------------------------------- | -------------------------------- |
| 014                        | Всего                                                                                     | 3404                             | 3560                             | 3191                             |
| 0001                       | Бавьякора (исп. Baviácora) 29°42′55″ с. ш. 110°09′54″ з. д. (административный центр)      | 1886                             | 1890                             | 1761                             |
| 0011                       | Масокауи (исп. Mazocahui) 29°32′11″ с. ш. 110°07′13″ з. д.                                | 383                              | 473                              | 436                              |
| 0015                       | Сан-Хосе-де-Бавьякора (исп. San José de Baviácora) 29°44′43″ с. ш. 110°11′04″ з. д.       | 312                              | 278                              | 278                              |
| 0002                       | Ла-Аурора (исп. La Aurora) 29°34′44″ с. ш. 110°07′58″ з. д.                               | 222                              | 223                              | 195                              |
| 0006                       | Эль-Молиноте (исп. El Molinote (Hacienda la Concepción)) 29°39′02″ с. ш. 110°07′59″ з. д. | 155                              | 196                              | 157                              |
| 0017                       | Суаки (исп. Suaqui) 29°41′14″ с. ш. 110°09′00″ з. д.                                      | 123                              | 129                              | 93                               |
| 0005                       | Ла-Капилья (исп. La Capilla) 29°40′21″ с. ш. 110°08′34″ з. д.                             | 122                              | 145                              | 87                               |
| —                          | Прочие                                                                                    | 201                              | 226                              | 184                              |
| Названия на карте Генштаба |                                                                                           |                                  |                                  |                                  |

## Экономическая деятельность
По статистическим данным 2000 года, работоспособное население занято по секторам экономики в следующих пропорциях:
- сельское хозяйство, скотоводство и рыбная ловля — 27,1 %;
- промышленность и строительство — 40,2 %;
- торговля, сферы услуг и туризма — 31,9 %;
- безработные — 0,8 %.

## Инфраструктура
По статистическим данным 2020 года, инфраструктура развита следующим образом:
- электрификация: 99,7 %;
- водоснабжение: 96,7 %;
- водоотведение: 98,4 %.